# C/2014 F1 (Hill)
C/2014 F1 (Hill) — одна з довгоперіодичних комет. Ця комета була відкрита 29 березня 2014 року; вона мала 18.6m на час відкриття.